# Hochwasserentlastung

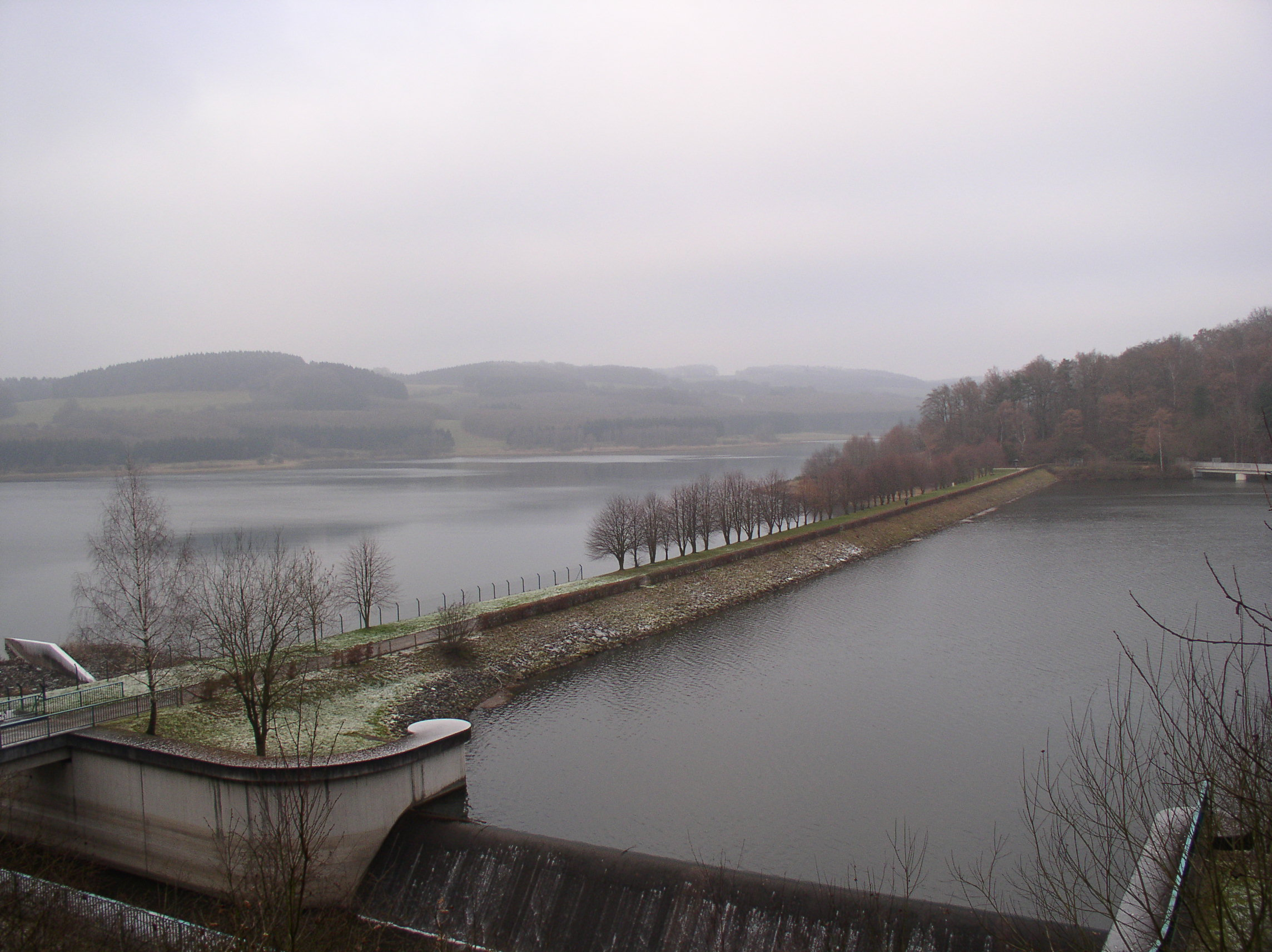
Seitlicher Einlauf der Hochwasserentlastung der Vorsperre an der Großen Dhünntalsperre

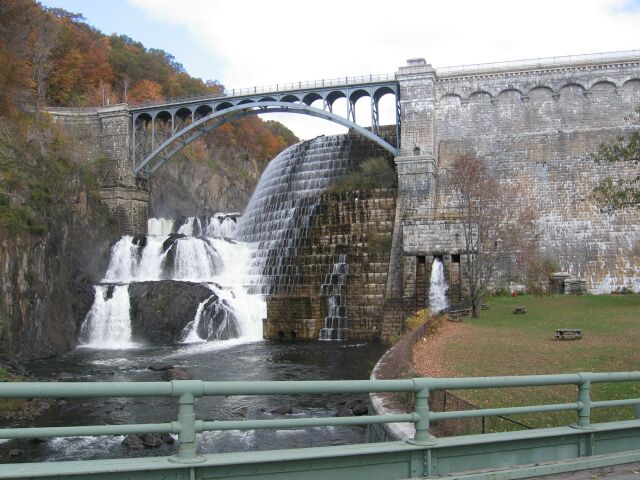
Überfall mit Kaskade an der New-Croton-Talsperre

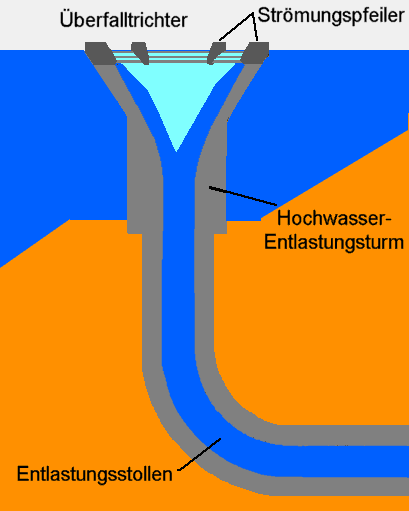
Hochwasserentlastungsturm mit Überfalltrichter (Skizze)

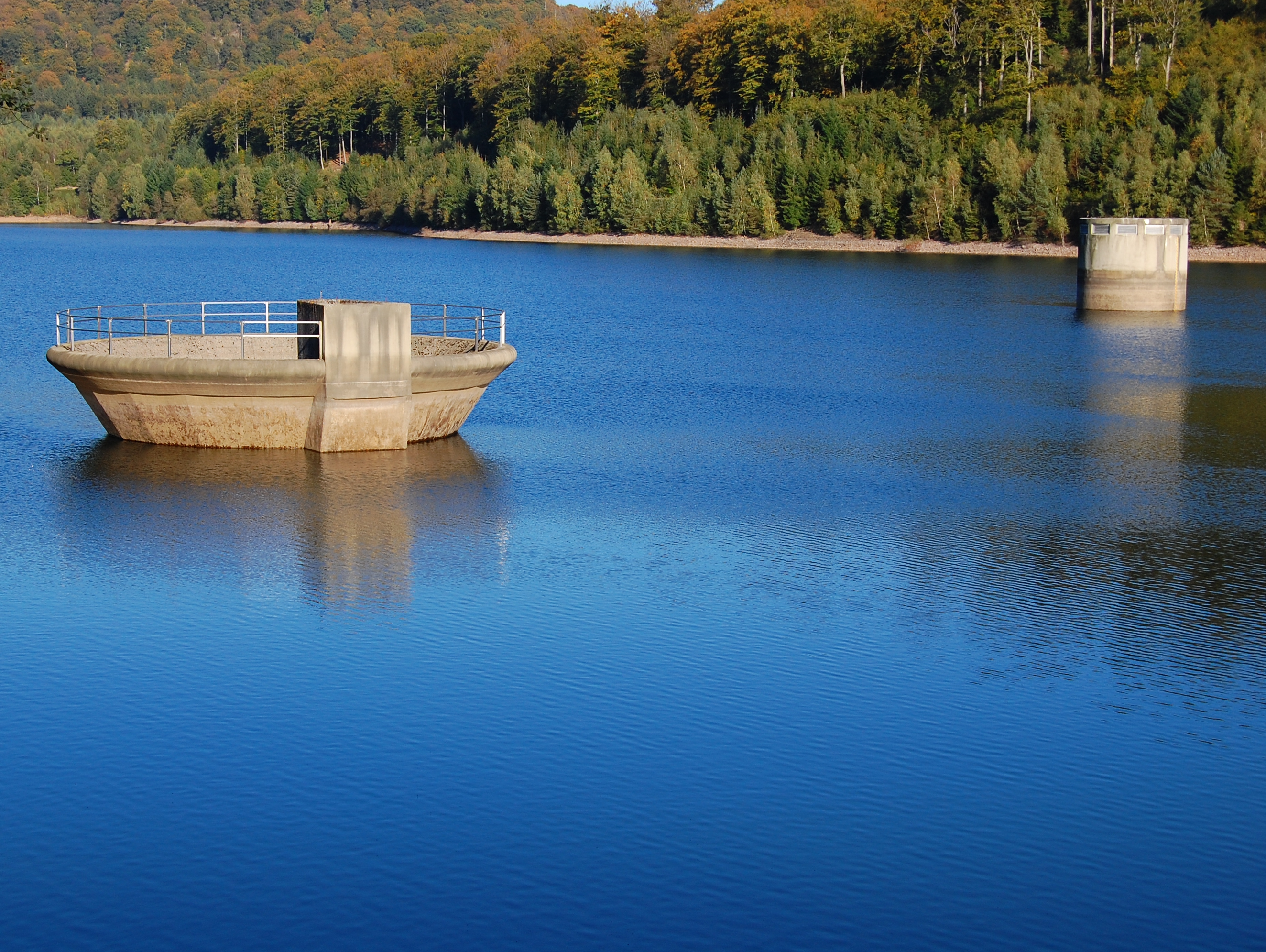
Links: Der Überfalltrichter am Turm der Hochwasserentlastung der Primstalsperre bei Nonnweiler

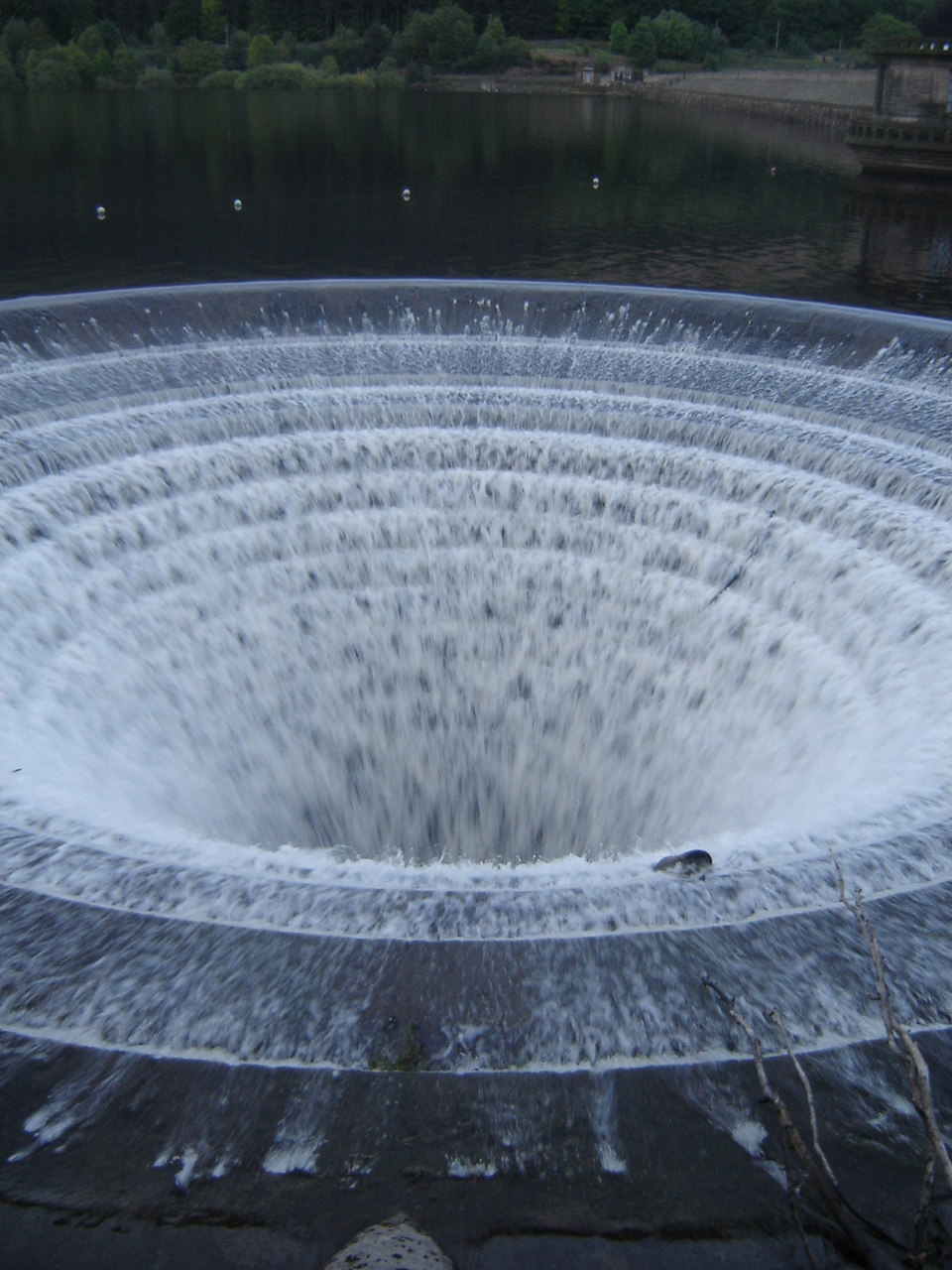
Überfalltrichter am Ladybower Reservoir bei Überlaufen …

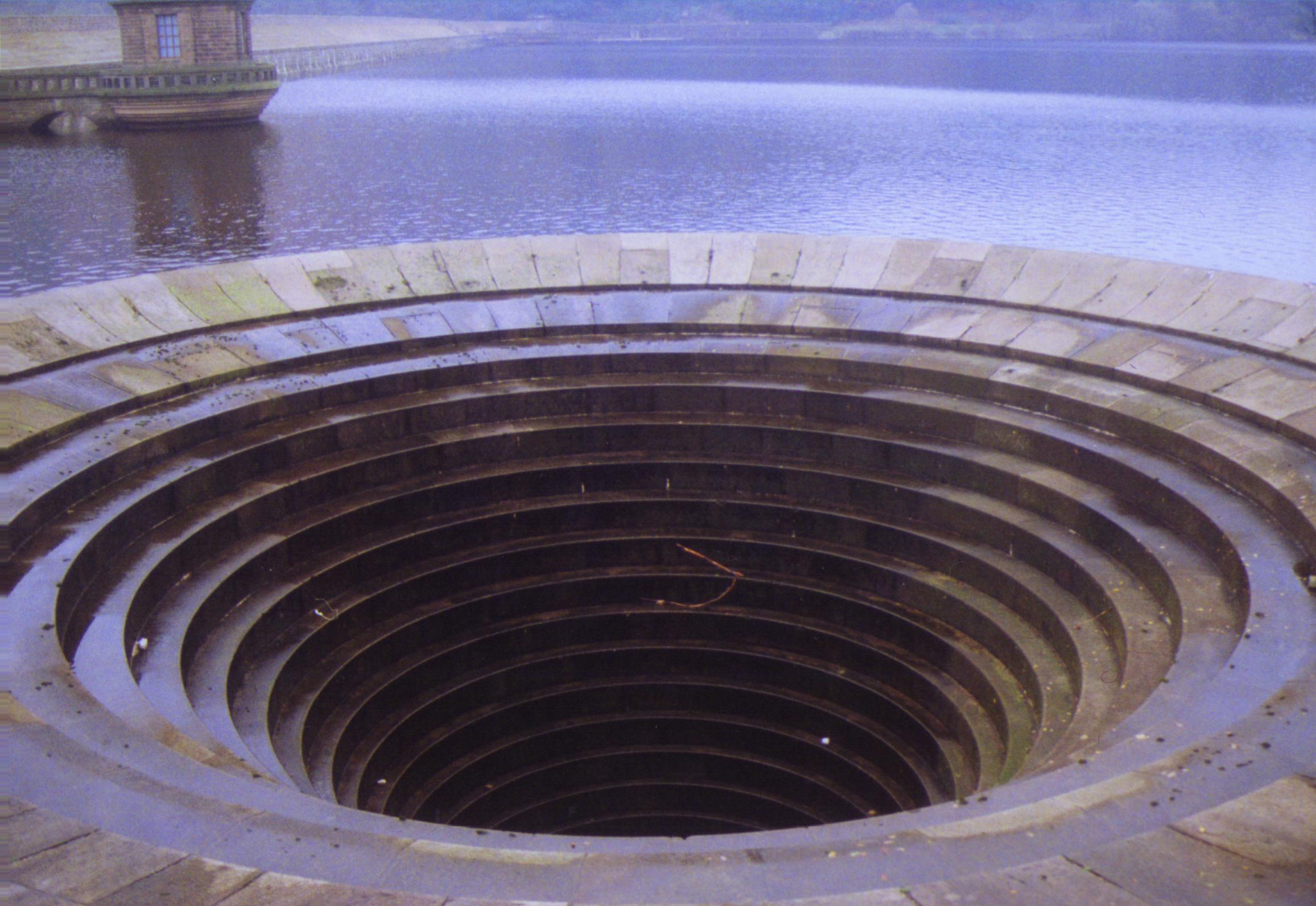
… und im Normalzustand.

Eine Hochwasserentlastung ist eine Vorrichtung (Bypass) zum Schutz von Absperrbauwerken (z. B. Staumauern, Staudämme), um nicht speicherbares Wasser schadlos abzuführen.
Die Hochwasserentlastung tritt in Funktion, wenn der Wasserpegel eines Absperrbauwerks das Stauziel – meistens bedingt durch verstärkte, außer der Reihe liegende Wassereinträge – überschreitet. Sie schützt den Staudamm bzw. die Staumauer vor außergewöhnlicher Belastung und soll das Überlaufen des Wassers über die Bauwerkskrone verhindern, da beides im schlimmsten Fall zum Versagen der Stauanlage führen könnte. Die Hochwasserentlastung muss für die größtmögliche Flut (Bemessungshochwasser) ausgelegt sein.

## Bestandteile
Aus technischer Sicht gliedern sich Hochwasserentlastungsanlagen in drei Bauelemente:

### Einlauf
Das Einlaufbauwerk ist der funktionale Beginn der Hochwasserentlastungsanlage. Überwiegend werden hoch liegende Entlastungen als Überlaufbauwerk mit einer festen Schwelle ausgeführt, die nach vollständiger Füllung des Speichers und bei weiterem Zulauf in Aktion treten, um das überstehende Wasser mit freiem Wasserspiegel zum Ablauf zu leiten. Dadurch sind diese überlastbar und können auch größere Abflüsse als den eigentlichen Bemessungsabfluss ableiten. Die frontal, seitlich oder ringförmig angeströmten Schwellen sollten möglichst rundkronig und strömungsgünstig ausgeformt sein. Ihre Gesamtbreite ist maßgebend für das Abfuhrvermögen der Hochwasserentlastung.
Einläufe unterhalb des Stauziels bilden eine tief liegende Entlastung, die jedoch zusätzlich Verschlussorgane erfordern. Dadurch kann vor Erreichen der Vollfüllung des Speichers eine Vorentlastung mit einem in Grenzen gesteuerten Abfluss ermöglicht werden.

### Fortleitung
Die auch Transportbauwerk genannte Einrichtung liegt im Anschluss hinter dem Einlaufbauwerk und muss in erster Linie das Wasser schnell und sicher vom Damm oder der Mauer wegführen. Zur Ableitung dienen offene oder abgedeckte Schussrinnen mit starkem Gefälle. Für eine erste Reduzierung der Ablaufgeschwindigkeit kann die Rinne als Raugerinne oder als Treppenschussrinne (Kaskade) ausgeführt sein. Daneben können auch Stollenbauwerke zur Ableitung erstellt werden.

### Auslauf
Der Auslauf bildet den Übergang zum strömenden Abfluss im Unterwasser und wird auch als Energieumwandlungsbauwerk bezeichnet. Die hohen Fließ- bzw. Fallgeschwindigkeiten des Wasserstroms der Ableitung müssen gezielt vermindert werden, um die enthaltene kinetische Energie in Wärme und Schall umzuwandeln. Dazu kann ein Tosbecken dienen, das mit seiner Endschwelle den Bereich des Fließwechsels begrenzt. Störkörper am Beginn des Auslaufs in Form von Betonzähnen oder Ähnlichem sorgen für eine Auffächerung des Wasserstroms und damit für die Energiedissipation. Als Alternative kann die Schussrinne als Sprungschanze enden, so dass der Wasserstrahl weitab von der Bauwerksgründung auf den Talgrund trifft. Der sich dabei bildende Kolksee ist ein großes Wasserpolster, das den auftreffenden Wasserstrahl bremst.

## Konstruktionsarten

### Überfall
Bei einem Überfall wird das Wasser nach Erreichen des Stauziels kontrolliert über die Stauanlage oder seitlich davon abgeleitet. Bei Staudämmen wird der Überlauf meist als seitlicher Ablauf neben dem Sperrwerk ausgeführt und auf gewachsenen (also ungestörten) Boden gegründet. Dies geschieht vor allem deshalb, da ein über den Staudamm geführter Überlauf aufgrund der zu erwartenden Setzungen der Dammschüttung schwieriger, da beweglich, konstruiert werden muss. Nach dem Überlauf wird das überschüssige Wasser über ein Gerinne (häufig als Kaskade ausgeführt) seitlich der Stauanlage in den Abfluss der Stauanlage abgeleitet. Unten im Tal angekommen, durchströmt das Wasser in der Regel noch ein Tosbecken, wo die Bewegungsenergie des Wassers weitgehend umgewandelt wird: Dem Wasser wird die hohe Geschwindigkeit genommen, ehe es in das Fließgewässer des Unterwassers eintritt.
Bei Staumauern wird das Hochwasser häufiger als bei Staudämmen über das Sperrwerk abgelassen. Das überschüssige Wasser fließt bei dieser Art der Hochwasserentlastung an vordefinierten Stellen über die Mauerkrone, oder es sind in der Mauer Öffnungen vorgesehen. Auf der Luftseite der Mauer wird das Wasser dann heruntergeführt und gelangt im Bereich des Mauerfußes in das Tosbecken.
Der Überfall kann fest oder beweglich ausgeführt sein. So kann z. B. eine Wehrklappe, mit der die Höhe des im Gesamtstauraum gestauten Wassers geregelt wird, eingebaut sein.

### Hochwasserentlastungsturm
Eine andere Konstruktionsart an Staudämmen ist der Hochwasserentlastungsturm. Dieser steht im Stauraum der Talsperre und hat häufig einen Überlauf in Form eines Überfalltrichters. Aus diesem Grund wird er auch als Kelch, Tulpe oder Trompete bezeichnet. im Englischen auch morning glory spillway genannt. Überschreitet der Wasserpegel der Stauanlage das Stauziel, strömt das überschüssige Wasser in den Überlauf ein. Durch den Turmschacht und ein anschließendes Rohr- bzw. Stollensystem wird das Wasser unter dem Staudamm hindurch zum Ablauf abgeleitet. Auf dem Rand der Überlauftulpe sind vielfach Strömungspfeiler angeordnet, die den Überlaufstrom lenken und als Strahlaufreißer wirken. Wie auch die getreppte Ausführung der Innenseite dient dies dem gezielten Eintrag von Luft in das abfließende Wasser. Damit kann der Kavitationserosion entgegengewirkt werden. Dem gleichen Zweck dient auch eine separate Belüftungsleitung, die am Turmschaft mitgeführt wird.

### Aktive Hochwasserentlastung
Im Unterschied zum Überfall und zum Hochwasserentlastungsturm, bei denen das Hochwasser mit Hilfe der Hochwasserentlastung erst abgelassen werden kann, wenn das Stauziel überschritten wurde, gibt es auch Systeme, die man als „aktive“ Hochwasserentlastung bezeichnen kann. Bei der aktiven Hochwasserentlastung liegt das Einlaufbauwerk unterhalb der Wasserlinie des Stauziels und ist im Normalfall durch einen Sperrschieber verschlossen.
Diese Form der Hochwasserentlastung wird mitunter bei Staumauern angewandt, wobei das Einlaufbauwerk häufig in das Sperrwerk integriert ist. Bei drohendem Hochwasser wird der Verschluss geöffnet und das Wasser fließt durch Leitungen in der Staumauer zur Luftseite, wo es über eine Schussrinne einer anschließenden Schanze zugeleitet wird. Die Schanze wirft das Wasser in hohem Bogen in das Tosbecken, aus dem es in das natürliche Gewässer weiterfließt.
Das Einlaufbauwerk kann aber auch in eine der beiden die Stauanlage umschließenden Talflanken eingebaut sein. In diesem Fall fließt das Wasser nach dem Öffnen der Sperrschieber durch Stollen auf die andere Seite der Staumauer, wo es ebenso über eine Schussrinne und eine anschließende Schanze dem natürlichen Gewässer zugeleitet wird.